# アインジール・オドノグフ
アインジール・オドノグフ（英語: Aingeal O’Donoghue、朝鮮語: 앙헬 오도뉴후、1962年 - ）は、アイルランドの外交官、大使。コーク出身。1986年、外務省（現・外務・貿易省）に入省。
スペイン（1989年～1992年）、インド（1995年～1999年）、アメリカ合衆国（1999年～2002年）、欧州連合代表部（2008年～2013年）における在外勤務を経て、2013年から2017年にかけて、在大韓民国大使および非常駐の在朝鮮民主主義人民共和国大使を務めていた。